# Вашингтонский национальный аэропорт имени Рональда Рейгана (станция метро)
Вашингтонский национальный аэропорт имени Рональда Рейгана (англ. Ronald Reagan Washington National Airport) — эстакадная (надземная, расположенная на эстакаде) пересадочная станция Вашингтонгского метро на Синей и Жёлтой линиях. В период 1977–2001 года станция носила название Национальный аэропорт. Она представлена двумя островными платформами. Станция обслуживается Washington Metropolitan Area Transit Authority. Расположена в Арлингтоне, через Smith Boulevard от терминалов B и C Вашингтонского национального аэропорта имени Рональда Рейгана. Пассажиропоток — 3.796 млн. (на 2007 год).
Станция была открыта 1 июля 1977 года.
Открытие станции было совмещено с завершением строительства ж/д линии длиной 19,0 км, соединяющей Национальный аэропорт и РФК Стэдиум и открытием станций Арлингтонское кладбище, Истерн-Маркет, Кристал-сити, Кэпитал-Саут, Л'Энфант плаза, Мак-Фёрсон-сквер, Пентагон, Пентагон-сити, Потомак-авеню, Росслин, Смитсониан, Стэдиум-Армэри, Фаррагут-Уэст, Федерал-Сентер Саут-Уэст, Федерал-Триэнгл и Фогги-Боттом — ДВЮ. На время открытия (1977 год) станция была конечной для обеих линий, в 1983 году Жёлтая линия была продлена до станции Хантингтон, а Синяя линия — до станции Кинг-стрит.